# آرنولد نوتزلی
آرنولد نوتزلی (انگلیسی: Arnold Nötzli؛ زادهٔ ۱۹۰۰) دوچرخه‌سوار اهل سوئیس است.